# José Iglesias
José Antonio Iglesias Alemán (ur. 5 stycznia 1990) – kubański baseballista występujący na pozycji łącznika w Detroit Tigers.

## Kariera zawodnicza
W latach 2006–2007 grał w kubańskim zespole Vaqueros de La Habana. We wrześniu 2009 podpisał kontrakt jako wolny agent z Boston Red Sox i początkowo występował  klubach farmerskich tego zespołu, między innymi w Pawtucket Red Sox, reprezentującym poziom Triple-A. W Major League Baseball zadebiutował 8 maja 2011 w meczu przeciwko Minnesota Twins.
W lipcu 2013 w ramach wymiany zawodników, w której udział wzięły trzy kluby przeszedł do Detroit Tigers. W 2013 w głosowaniu do nagrody AL Rookie of the Year Award zajął 2. miejsce za Wilem Myersem z Tampa Bay Rays. W sezonie 2014 nie zagrał w żadnym meczu z powodu kontuzji. W lipcu 2015 po raz pierwszy wystąpił w Meczu Gwiazd.

## Nagrody i wyróżnienia
| Nagroda/wyróżnienie | Lata | Źródło |
| All-Star            | 2015 | [ 2 ]  |